# Lista de prefeitos de Castanhal
Esta é a lista de prefeitos do município de Castanhal, estado brasileiro do Pará.
| N° | Nome                            | Imagem                  | Partido                                          | Início do mandato       | Fim do mandato                          | Observações                                                                                  |
| -- | ------------------------------- | ----------------------- | ------------------------------------------------ | ----------------------- | --------------------------------------- | -------------------------------------------------------------------------------------------- |
| 1  | Francisco Rodrigues de Assis    |                         | Partido Liberal PL                               | 28 de janeiro de 1932   | 4 de maio de 1935                       | Comandante                                                                                   |
| 2  | Alberto Ribeiro Pinheiro        |                         | Partido Liberal PL                               | 5 de maio de 1935       | 11 de agosto de 1936                    | Prefeito nomeado                                                                             |
| 3  | Maximino Porpino da Silva       |                         | Partido Progressista PP                          | 12 de agosto de 1936    | 20 de novembro de 1942                  | Eleito - Primeiro prefeito constitucional de Castanhal                                       |
| 4  | Francisco Alves de Magalhães    |                         | Partido Progressista PP                          | 21 de novembro de 1942  | 2 de setembro de 1944                   | Prefeito nomeado                                                                             |
| —  | José Sicsu                      |                         | Partido Progressista PP                          | 3 de setembro de 1944   | 28 de outubro de 1944                   | Prefeito interino                                                                            |
| 5  | Raimundo Lopes Brasil           |                         | Partido Progressista PP                          | 29 de outubro de 1944   | 6 de julho de 1945                      | Prefeito nomeado                                                                             |
| —  | José Bento de Souza             |                         | Partido Social Democrático PSD                   | 7 de julho de 1945      | 31 de dezembro de 1945                  | Prefeito interino                                                                            |
| —  | Cassiano de Melo Feio           |                         | Partido Social Democrático PSD                   | 1° de janeiro de 1946   | 17 de março de 1946                     | Prefeito interino                                                                            |
| 6  | Leão Hausler Delgado            |                         | Partido Social Democrático PSD                   | 17 de março de 1946     | 30 de janeiro de 1948                   | Prefeito nomeado                                                                             |
| 7  | Hernani Lameira da Silva        |                         | Partido Social Progressista PSP                  | 31 de janeiro de 1948   | 17 de setembro de 1950                  | Prefeito eleito em sufrágio universal falecido durante o mandato                             |
| 8  | Orvácio Bastos                  |                         | Partido Social Progressista PSP                  | 18 de setembro de 1950  | 30 de janeiro de 1951                   | Vice-prefeito eleito no cargo de titular                                                     |
| 9  | João Soares de Melo             |                         | Partido Social Progressista PSP                  | 31 de janeiro de 1951   | 30 de janeiro de 1955                   | Prefeito eleito em sufrágio universal                                                        |
| 10 | Vicente Pereira Lima            |                         | Partido Social Democrático PSD                   | 31 de janeiro de 1955   | 30 de janeiro de 1959                   | Prefeito eleito em sufrágio universal                                                        |
| 11 | Lourenço Alves de Lemos         |                         | União Democrática Nacional UDN                   | 31 de janeiro de 1959   | 30 de janeiro de 1963                   | Prefeito eleito em sufrágio universal                                                        |
| 12 | Maximino Porpino da Silva Filho |                         | União Democrática Nacional UDN                   | 31 de Janeiro de 1963   | 14 de Junho de 1965                     | Prefeito eleito em sufrágio universal                                                        |
| 13 | Álvaro de Menezes da Silva      |                         | Aliança Renovadora Nacional ARENA                | 15 de junho de 1965     | 30 de janeiro de 1967                   | Interventor                                                                                  |
| 14 | Pedro Coelho da Mota            |                         | Aliança Renovadora Nacional ARENA                | 31 de janeiro de 1967   | 30 de janeiro de 1971                   | Prefeito eleito em sufrágio universal                                                        |
| 15 | Almir Tavares Lima              |                         | Movimento Democrático Brasileiro MDB             | 31 de janeiro de 1971   | 30 de janeiro de 1973                   | Prefeito eleito em sufrágio universal                                                        |
| 16 | José Espinheiro de Oliveira     |                         | Movimento Democrático Brasileiro MDB             | 31 de janeiro de 1973   | 31 de janeiro de 1977                   | Prefeito eleito em sufrágio universal                                                        |
| 17 | Almir Tavares Lima              |                         | Movimento Democrático Brasileiro MDB             | 1° de fevereiro de 1977 | 3 de abril de 1982                      | Prefeito eleito em sufrágio universal, renunciou para disputar uma vaga de Deputado Estadual |
| 18 | Carlos Barbosa Pereira Lima     |                         | Partido do Movimento Democrático Brasileiro PMDB | 4 de abril de 1982      | 31 de janeiro de 1983                   | Vice-prefeito eleito no cargo de titular                                                     |
| 19 | Paulo Titan                     |                         | Partido do Movimento Democrático Brasileiro PMDB | 1° de fevereiro de 1983 | 31 de dezembro de 1988                  | Prefeito eleito em sufrágio universal                                                        |
| 20 | José Soares de Lima             |                         | Partido do Movimento Democrático Brasileiro PMDB | 1° de janeiro de 1989   | 31 de dezembro de 1992                  | Prefeito eleito em sufrágio universal                                                        |
| 21 | José Ferreira Nobre             |                         | Partido Trabalhista Brasileiro PTB               | 1° de janeiro de 1993   | 31 de dezembro de 1996                  | Prefeito eleito em sufrágio universal                                                        |
| 22 | Paulo Titan                     |                         | Partido do Movimento Democrático Brasileiro PMDB | 1° de janeiro de 1997   | 31 de dezembro de 2000                  | Prefeito eleito em sufrágio universal                                                        |
| 22 | Paulo Titan                     | 1° de janeiro de 2001   | Partido do Movimento Democrático Brasileiro PMDB | 31 de dezembro de 2004  | Prefeito reeleito em sufrágio universal |                                                                                              |
| 23 | Hélio Leite                     |                         | Partido do Movimento Democrático Brasileiro PMDB | 1° de janeiro de 2005   | 31 de dezembro de 2008                  | Prefeito eleito em sufrágio universal                                                        |
| 23 | Hélio Leite                     | Partido da República PR | 1° de janeiro de 2009                            | 31 de dezembro de 2012  | Prefeito reeleito em sufrágio universal |                                                                                              |
| 24 | Paulo Titan                     |                         | Partido do Movimento Democrático Brasileiro PMDB | 1° de janeiro de 2013   | 31 de dezembro de 2016                  | Prefeito eleito em sufrágio universal                                                        |
| 25 | Pedro Coelho Filho              |                         | Partido Popular Socialista PPS                   | 1° de janeiro de 2017   | 31 de dezembro de 2020                  | Prefeito eleito em sufrágio universal                                                        |
| 26 | Paulo Titan                     |                         | Movimento Democrático Brasileiro MDB             | 1° de janeiro de 2021   | 31 de dezembro de 2024                  | Prefeito eleito em sufrágio universal                                                        |
| 27 | Hélio Leite                     |                         | União Brasil UNIÃO                               | 1° de janeiro de 2025   | 31 de dezembro de 2028                  | Prefeito eleito em sufrágio universal                                                        |